# Zoila jeaniana
Zoila jeaniana is een slakkensoort uit de familie van de Cypraeidae. De wetenschappelijke naam van de soort is voor het eerst geldig gepubliceerd in 1968 door Cate.